# Wibald de Stavelot
Wibald, né en 1098 à Chevrouheid et mort en 1158, est abbé de Stavelot (1130-1158), du Mont-Cassin (1137) et de Corvey en Saxe (1146-1158). Il est également un proche conseiller de Lothaire III († 1137) et de Conrad III († 1152), souverains germaniques.
Wibald meurt en 1158 en Macédoine au retour d'une ambassade à Byzance. Il est le véritable fondateur de la principauté abbatiale de Stavelot-Malmedy.
Wibald revigora l'oeuvre bénédictine. On lui doit les premiers recensements des églises et des biens du monastère en 1131 dont la célèbre "Table de Wibald" où se trouvaient gravés 62 noms de localités. Il rebâtit, fortifia le château-fort de Logne et y instaura une garde permanente à partir de 1137. Il mit tout en oeuvre pour réparer les dégâts causés par la politique de dissipation de ses prédécesseurs. Son frère Erlebald lui succèda de 1158 à 1193. Il ratifia en 1159 la fondation de Bernard-Fagne sur un terrain donné par Adélard de Rona. Reçut en 1167, d'Alexandre II, évêque de Liège, l'église Saint-Sébastien de Stavelot et celles de La Gleize, Roanne et Francorchamps. Les donne au monastère de Stavelot en 1182. Celui-ci fit construire la maladrerie de Malmedy en 1188. Mourut en 1193. C'est ainsi que deux frères du petit hameau de Chevrouheid s'illustrèrent à la tête du monastère de Stavelot.

## Biographie
La précieuse correspondance de Wibald ne concerne que les douze dernières années de sa vie, mais elle éclaire l'ensemble de la période qui va du concordat de Worms au schisme alexandrin de 1159. Issu d'une famille serve de Stavelot, à l'exception de courtes années d'études à Liège et à Waulsort, il passe les années 1098 à 1130 à proximité ou dans son monastère de jeunesse. L'étude (il apprécie Rupert de Deutz et Hugues de Saint-Victor) lui permet moins fréquemment de s'évader depuis qu'il est notaire de la chancellerie impériale et, plus encore du fait de ses fonctions d'abbé de Stavelot et Malmedy (depuis 1130) et Corvey (depuis 1146), chargé de la réforme économique et spirituelle de deux des plus importants monastères de l'Empire et du service à la cour, qui les accompagne. Exigeant davantage que ses obligations normales, Lothaire III, Conrad III et Frédéric Barberousse recourent à l'aide de Wibald au sein du Conseil, au moment des guerres (croisade des Wendes en 1147 ; première campagne italienne de Barberousse) et pour l'administration de l'Empire (1147-1149), mais surtout pour conduire des missions diplomatiques, parmi lesquelles de nombreux voyages à la Curie et deux autres à Constantinople.
Selon Wibald, Rome, l'Empire germanique et Byzance devraient s'unir contre des ennemis extérieurs, notamment contre les Normands du royaume de Sicile, les Lombards et les Sarrasins au lieu de se consumer dans des schismes. On lui tient précisément rigueur de ses qualités de diplomate, de l'ouverture d'esprit, qu'il tient de sa vaste culture, à l'égard des mentalités étrangères, de sa tendance aux compromis, de son art des formulations raffinées, et encore de son autosatisfaction.